# Niedobór wzrostu

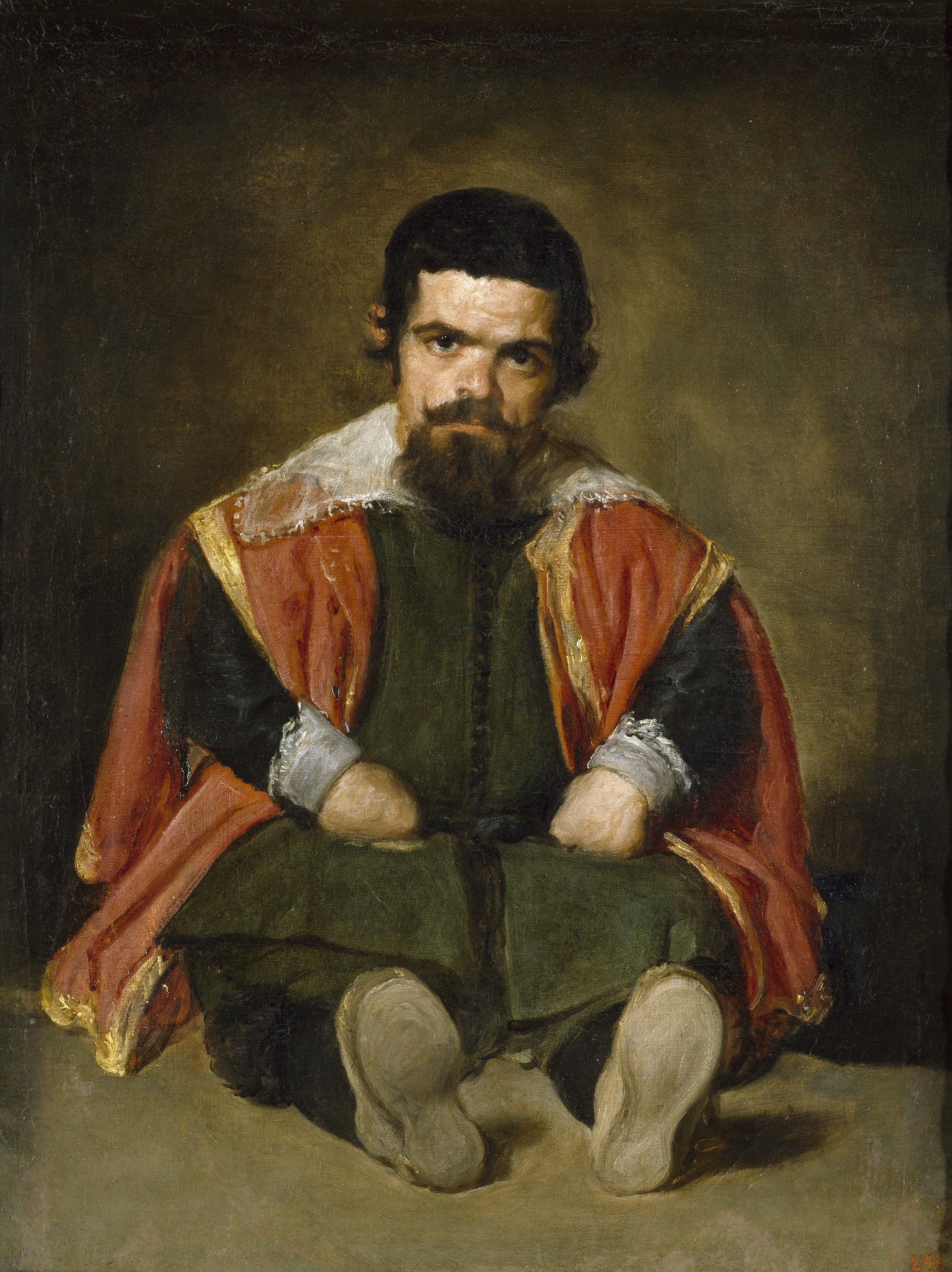
Don Sebastian de Morra, autorstwa Diega Velázqueza

Henrietta Maria Burbon i karzeł Jeffrey Hudson, autorstwa Antoona van Dycka, 1633

Niedobór wzrostu, niskorosłość, karłowatość – wzrost poniżej trzeciego centyla lub poniżej dwóch odchyleń standardowych odpowiednio dla wieku, płci i populacji.

## Przyczyny niedoboru wzrostu
Najczęstszą przyczyną niskiego wzrostu jest konstytucjonalnie opóźniony przebieg wzrostu i dojrzewania (KOWD), niski wzrost rodzinny lub połączenie konstytucjonalnie opóźnionego przebiegu wzrostu i dojrzewania (KOWD) i niskiego wzrostu rodzinnego. Niedobór hormonu wzrostu jest rzadką przyczyną niedoboru wzrostu.
Do chorobowych przyczyn niedoboru wzrostu należą:
- przewlekłe niedożywienie i niedobory pokarmowe:
  - dieta niskokaloryczna, niedożywienie białkowe (kwashiorkor)
  - przewlekłe choroby zapalne jelit, celiakia, mukowiscydoza, zespół złego wchłaniania
  - niedobór cynku, żelaza
- zaburzenia hormonalne:
  - przedwczesne dojrzewanie
  - niedoczynność tarczycy
  - izolowany niedobór hormonu wzrostu
  - pierwotny niedobór insulinopodobnego czynnika wzrostu/niewrażliwość na hormon wzrostu
  - niedoczynność przysadki
  - choroba i zespół Cushinga
- aberracje chromosomalne:
  - zespół Turnera
  - zespół Downa
  - zespół Pradera-Williego
- hipotrofia wewnątrzmaciczna
- achondroplazja, hipochondroplazja
- wrodzone choroby metaboliczne
- niewyrównana cukrzyca, zespół Mauriaca
- przewlekłe choroby nerek
- przewlekłe choroby wątroby
- wady serca, szczególnie sinicze
- przewlekłe choroby płuc
- niektóre przewlekłe zakażenia
- choroba sieroca.

Karłowatość to również jeden z objawów chorób roślin. Określa się tak znaczne osłabienie wzrostu roślin.